# الهندوسية في باكستان
تعد الهندوسية ثاني أكبر دين في باكستان بعد الإسلام. حققت باكستان الاستقلال عن بريطانيا في عام 1947، سجل الهندوس 1.6% من إجمالي سكان غرب باكستان والتي تعرف اليوم بـ باكستان، ونسبة 22% من شرق باكستان والتي أصبحت اليوم بنغلادش، كان ذلك في أول إحصاء سكان رسمي بعد عام 1951. يزعم المجلس الهندوسي الباكستاني أن هناك 8 ملايين هندوسي تقريباً يعيشون في باكستان، وإن 4% منهم سكان باكستانيون، على الرغم من ذلك ووفقاً للتعداد السكاني الذي جرى عام 1998، فإن الهندوس يشكلون 1.85% من سكان باكستان. بداية من عام 2010، ضمت باكستان خامس أكبر عدد من الهندوس في العالم، وبحلول عام 2050 قد يرتفع العدد ليصبح رابع أكبر عدد للهندوس في العالم بتعداد يصل إلى 5.6 مليون نسمة، لتشكل 2% من المكون الباكستاني.
بعد أن نالت باكستان استقلالها عن بريطانيا، انتقل نحو 4.7 مليون من الهندوس والسيخ من الموجودين غرب باكستان إلى الهند كلاجئين. يتمركز الهندوس بالدرجة الأولى في إقليم السَّنْد، حيث غالبية المقاطعات الهندوسية في باكستان توجد هناك. ويتحدثون مجموعة متنوعة من اللغات مثل السندية والسراياكية واير والداتكي وجيرا وجاندفرا وكابوترا وكولي ولواركي ومارواري وسانسي، وفاجري والفوجاراتية، فهم وعلى الرغم من قلة عددهم إلا أنهم ليسوا أقل تعقيداً في الانتماء مما في أجزاء أخرى من العالم، حيث يتبع العديد من الهندوس ممن يقطنون المناطق الريفية تعاليم مشايخ الصوفية المحليين والذي يطلق عليه بالأردية تسمية المرشد الروحي، والبعض يتقيد بأفكار القديس رامديفي من القرن الرابع عشر، والذي يقع معبده الرئيسي شري رامديف بير في تاندو اللهيار.
من جانب آخر، يزداد عدد الشباب الهندوس الحضريين في باكستان الذين ينسبون أنفسهم لمجتمع الآيسكون، في حين تعبد مجتمعات أخرى «الإلهة الأم» (يُشير اسمها إلى الإلهة التي تمثل مصدر الأمومة والخصوبة والإبداع).